# 医徳院

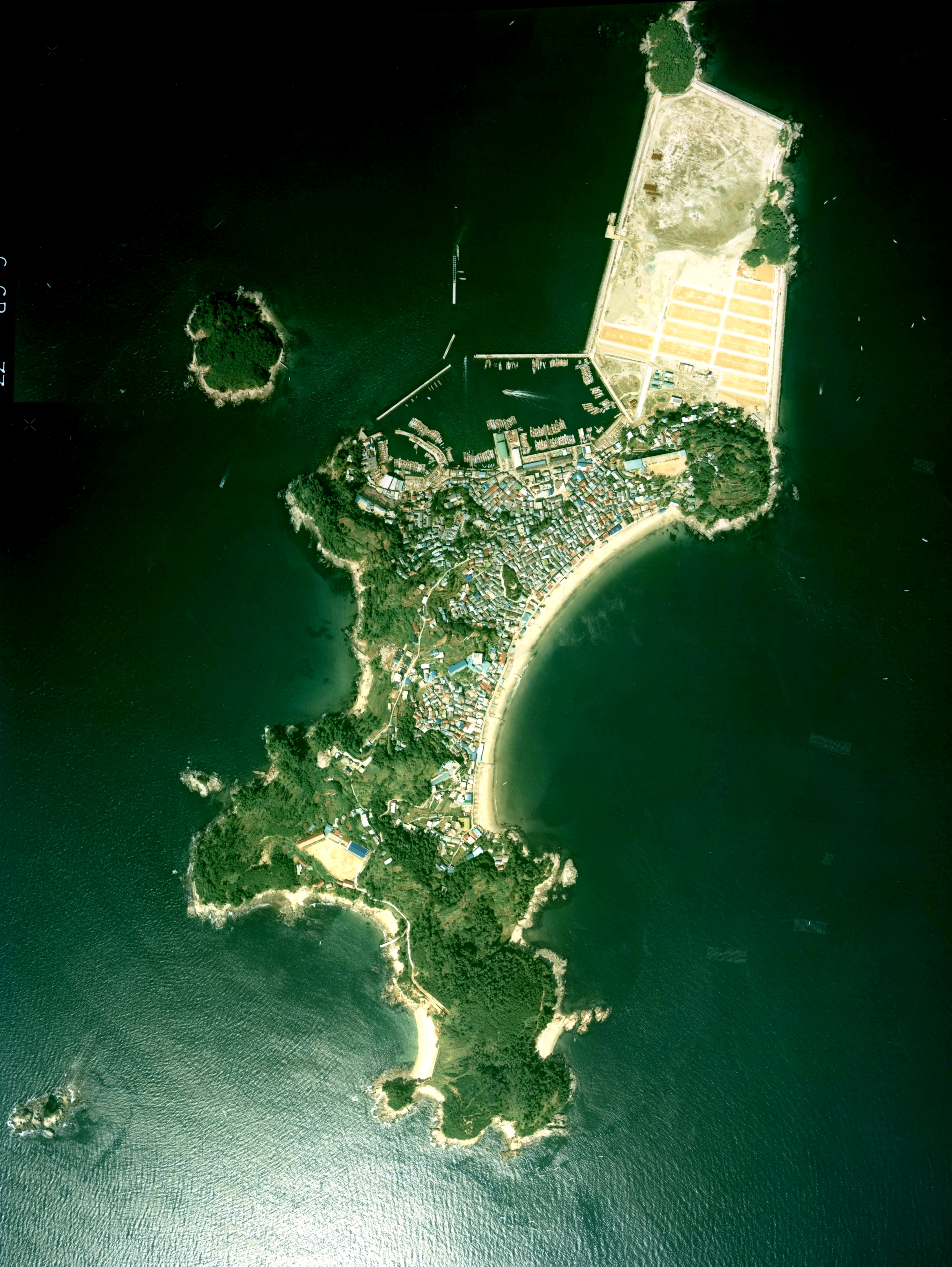
医徳院がある篠島

医徳院（いとくいん）は、愛知県知多郡南知多町大字篠島照浜27にある真言宗豊山派の寺院。

## 概要
山号は金剛山。本尊は薬師如来。知多四国霊場第39番札所。

## 由緒
行基が医王寺十二坊の一つとして開創し、建暦2年（1212年）に奥の院神宮寺として篠島に移転したと伝わる。寛正元年（1460年）、夢のお告げで漁師が引き揚げたのが本尊の薬師如来像という。天正10年（1582年）、本能寺の変により徳川家康が岡崎へ戻る途中、ここで一泊して武運長久を祈願している。本堂は、延享元年（1744年）に建立されたもので、伊勢神宮西方殿の御用材が使用されている。
　

## 現地情報
所在地
- 470-3505：愛知県知多郡南知多町大字篠島照浜27

アクセス
- 篠島渡船ターミナルより徒歩で約20分。